# Sinarádes
Sinarádes (Sinarades) är en ort i Grekland.   Den ligger i prefekturen Nomós Kerkýras och regionen Joniska öarna, i den västra delen av landet, 400 km nordväst om huvudstaden Aten. Sinarádes ligger 168 meter över havet och antalet invånare är 854. Den ligger på ön Korfu.
Terrängen runt Sinarádes är kuperad åt sydost, men åt nordost är den platt. Havet är nära Sinarádes åt sydväst.Runt Sinarádes är det ganska tätbefolkat, med 172 invånare per kvadratkilometer. Närmaste större samhälle är Korfu, 8,6 km nordost om Sinarádes. 